# Фактор-кільце
В абстрактній алгебрі фактор-кільце — кільце класів еквівалентності, що будується з деякого кільця {\displaystyle R} за допомогою деякого його ідеалу {\displaystyle I}. Позначається {\displaystyle R/I}.

## Визначення
Нехай {\displaystyle R} — кільце, а {\displaystyle I} — деякий його (двосторонній) ідеал і {\displaystyle a,b,c\in R}. На {\displaystyle R} можна задати відношення еквівалентності {\displaystyle \sim }:
{\displaystyle a\sim b} тоді і тільки тоді, коли {\displaystyle b-a\in I}.
Оскільки за означенням ідеал є підгрупою адитивної групи кільця:
- Тоді {\displaystyle a-a=0\in I} тобто {\displaystyle a\sim a}.
- Якщо {\displaystyle b-a\in I} то також {\displaystyle a-b=-(b-a)\in I}, тобто з {\displaystyle a\sim b} випливає {\displaystyle b\sim a}.
- Якщо {\displaystyle b-a\in I} та {\displaystyle c-b\in I} то також {\displaystyle c-a=(c-b)+(b-a)\in I}, тобто з {\displaystyle a\sim b} та {\displaystyle b\sim c} випливає {\displaystyle a\sim c} .

Отже відношення {\displaystyle a\sim b} є рефлексивним, симетричним і транзитивним, отже є відношенням еквівалентності.
Нехай
{\displaystyle [a]=a+I=\{a+r:r\in I\}}
позначає клас еквівалентності елемента {\displaystyle a}.
Множина класів еквівалентності введеного відношення позначається {\displaystyle R/I}.
На даній множині можна ввести операції додавання і множення:
{\displaystyle [a]+[b]=(a+I)+(b+I)=(a+b)+I=[a+b]}
{\displaystyle [a]\cdot [b]=(a+I)\cdot (b+I)=a\cdot b+I=[a\cdot b]}
Дані визначення є несуперечливими, тобто не залежать від вибору представників класу. Дійсно нехай {\displaystyle a+I=a_{1}+I} та {\displaystyle b+I=b_{1}+I}. Тоді {\displaystyle a-a_{1}=i\in I} та {\displaystyle b-b_{1}=j\in I}. Звідси {\displaystyle a+b=a_{1}+b_{1}+i+j} та {\displaystyle ab=(a_{1}+i)(b_{1}+j)=a_{1}b_{1}+ib_{1}+a_{1}j+ij}. Оскільки {\displaystyle i+j,ib_{1},a_{1}j,ij\in I} одержується {\displaystyle a+b+I=a_{1}+b_{1}+i+j+I} та {\displaystyle ab+I=a_{1}b_{1}+I}, що доводить несуперечливість визначення.
Множина визначених класів еквівалентності з визначеними операціями множення і додавання називається фактор-кільцем кільця {\displaystyle R} за ідеалом {\displaystyle I}.

## Приклади
- Найпростіші приклади фактор-кілець одержуються за допомогою ідеалів {\displaystyle \{0\}} і самого кільця {\displaystyle R}. {\displaystyle R/\{0\}} є ізоморфним до {\displaystyle R}, а {\displaystyle R/R} є тривіальним кільцем {\displaystyle \{0\}}.

- Нехай {\displaystyle \mathbb {Z} } — кільце цілих чисел, а {\displaystyle 2\mathbb {Z} }— кільце парних чисел. Тоді фактор-кільце {\displaystyle \mathbb {Z} /2\mathbb {Z} } має лише два елементи, що відповідають множинам парних і непарних чисел. Дане фактор-кільце є ізоморфним полю з двома елементами, {\displaystyle \mathbb {F} _{2}}. Більш загально можна розглянути фактор-кільце {\displaystyle \mathbb {Z} /n\mathbb {Z} }, що є ізоморфним кільцю лишків за модулем {\displaystyle n}.

- Нехай {\displaystyle \mathbb {R} [x]} кільце многочленів від змінної {\displaystyle X} з дійсними коефіцієнтами, і ідеал {\displaystyle I=(X^{2}+1)} складається з усіх добутків многочлена {\displaystyle X^{2}+1} на інші многочлени. Фактор-кільце {\displaystyle \mathbb {R} [x]/(X^{2}+1)} є ізоморфним полю комплексних чисел {\displaystyle \mathbb {C} }, і клас еквівалентності {\displaystyle [X]} відповідає уявній одиниці {\displaystyle i}.

- Узагальнюючи попередній приклад, фактор-кільце можна використати для побудови розширення поля. Нехай {\displaystyle K} — деяке поле і {\displaystyle f} незвідний многочлен в {\displaystyle K[X]}.Тоді {\displaystyle L=K[X]/(f)} є полем, що містить {\displaystyle K}.

## Властивості
- Якщо {\displaystyle R} — комутативне кільце то кільце {\displaystyle R/I} теж є комутативним. Обернене твердження невірне.
- Теорема про гомоморфізм кілець:

Якщо {\displaystyle f} — епіморфізм (сюр'єктивний гомоморфізм) кільця {\displaystyle \mathrm {K} } на кільце {\displaystyle \mathrm {R} }, то ядро {\displaystyle \ker \,f} є ідеалом кільця {\displaystyle \mathrm {K} }, причому кільце {\displaystyle \mathrm {R} } ізоморфне фактор-кільцю {\displaystyle \mathrm {K} /\ker \,f}.
Навпаки: якщо {\displaystyle \mathrm {J} } — ідеал кільця {\displaystyle \mathrm {K} }, то відображення {\displaystyle f:\mathrm {K} \to \mathrm {K/J} }, визначене умовою {\displaystyle f(a)=a+\mathrm {J} ,\forall a\in \mathrm {K} } є гомоморфізмом кільця {\displaystyle \mathrm {J} } на {\displaystyle \mathrm {K/J} } з ядром {\displaystyle \mathrm {J} }.
- Ідеал {\displaystyle \mathrm {J} } кільця {\displaystyle \mathrm {K} } є простим (максимальним) в тому і лише у тому випадку, коли фактор-кільце {\displaystyle \mathrm {K/J} } є областю цілісності(полем).
- Між ідеалами кілець {\displaystyle \mathrm {R} } і {\displaystyle \ R/I} існує тісний зв'язок. А саме ідеали {\displaystyle \ R/I} знаходяться у взаємно однозначній відповідності із ідеалами кільця {\displaystyle \mathrm {R} }, що містять ідеал {\displaystyle \ I} як підмножину. Якщо {\displaystyle \ I\subset J} такий ідеал кільця {\displaystyle \mathrm {R} } йому ставиться у відповідність ідеал {\displaystyle \ J/I} кільця {\displaystyle \ R/I}. До того ж фактор-кільця {\displaystyle \ R/J} і {\displaystyle \ (R/I)/(J/I)} є ізоморфними через природний гомоморфізм {\displaystyle h:\ R/J\to (R/I)/(J/I)}, для якого {\displaystyle h(a+J)=(a+I)+J/I.}

### Українською
- (укр.) Гаврилків В. М. Елементи теорії груп та теорії кілець. — І.-Ф.  : Голіней, 2023. — 153 с.
- Бондаренко Є.В. (2012). Теорія кілець: навчальний посібник (PDF). Київ: РВЦ “Київський університет„. с. 64. (укр.)

### Іншими мовами
- Ван дер Варден Б. Л. Алгебра. — Москва : Наука, 1975. — 623 с. — ISBN 5-8114-0552-9.(рос.)
- Винберг Э. Б. Курс алгебри. — 4-е изд. — Москва : МЦНМО, 2011. — 592 с. — ISBN 978-5-94057-685-3.(рос.)

- Ленг С. Алгебра. — Москва : Мир, 1968. — 564 с. — ISBN 5458320840.(рос.)